# Manufakturverket Göta bruk
Manufakturverket Göta bruk är en tidigare mekanisk verkstad vid Helge å i Östra Genastorp i nuvarande Osby kommun.
Bonden Pehr Nilsson (1769–1844) i Östra Genastorp uppförde 1814 Genastorps pappersbruk vid Helge å på platsen för en kvarn. Det köptes 1848 av fabrikören Olof Jönsson Olcén (död 1875) på Strömsborgs ullspinneri, något uppströms vid Helge å. År 1865 fanns på Genastorps pappersbruk fyra arbetare. Efter Olcéns död 1875 installerade hans dotterson, läroverksadjunkten Fritz Samuel Svensson (1847–1888), en benstamp vid ån. 
Efter Svenssons död 1888 hamnade gården så småningom i ägo hos dansken Carl Christian Sörensen, som 1890 byggde en manufaktursmedja och ett sågverk, som han namngav till Göta bruk. Senare drevs verkstaden av Edvard Ferdinand Sandelius (död 1911) och hans tre bröder, varvid Göta bruk hade ett brett produktutbud med bland annat sparkstöttingar, barnkälkar och snickar- och murarverktyg.
Namnet övertogs av Manufakturverket Göta Bruk AB i Anderslöv, som grundades 1915 av grosshandlaren Edwin H. Thomée (1869–1955) i Malmö. Denne hade varit Göta Bruks huvudkund och startat egen tillverkning av järnmanufaktur i Anderslöv, där han anställde de tre överlevande bröderna Sandelius.
Boningshus från 1814 och ekonomibyggnad finns kvar på plats, medan fabrikslängan revs 1922.

## Knuts bro
Vid Göta bruk korsas Helge å av stenvalvsbron Knuts bro från 1800-talet. Den har fyra kallmurade valv och är 55 meter lång och fem meter bred.